# Final da Copa do Mundo FIFA de 1938
A final da Copa do Mundo FIFA de 1938 foi a partida decisiva desta Copa do Mundo. Foi disputada entre Itália e Hungria. A Itália venceu a partida por 4x2 e ganhou a última Copa antes da Segunda Guerra Mundial.
A final teve lugar no Estádio Olímpico de Colombes em Paris. A Itália de Vittorio Pozzo ficou na frente do placar logo no começo, mas a Hungria empatou em dois minutos. Os italianos passaram a frente de novo logo depois, e pelo fim da partida estavam vencendo os húngaros por 3x1. A Hungria não voltou bem para o jogo. Com o placar final favorecendo os italianos por 4x2, a Itália se tornou a primeira seleção a conseguir defender o título (e a primeira a ser campeã em território estrangeiro) e foram mais uma vez coroados com a Copa do Mundo FIFA.
O último sobrevivente desta partida foi o italiano Pietro Rava, que morreu em 5 de novembro de 2006 aos 90 anos.

## Caminho Até a Final
| Itália   | Itália    | Fase             | Hungria                       | Hungria   |
| -------- | --------- | ---------------- | ----------------------------- | --------- |
| Oponente | Resultado | Fase final       | Oponente                      | Resultado |
| Noruega  | 2–1       | Oitavas de final | Índias Orientais Neerlandesas | 6–0       |
| França   | 3–1       | Quartas de final | Suíça                         | 2–0       |
| Brasil   | 2–1       | Semifinais       | Suécia                        | 5–1       |

## Detalhes da partida
| 19 de junho  | Itália                          | 4–2       | Hungria                | Estádio Olímpico de Colombes, Paris             |
| 17:00 (WEST) | Colaussi 6' 35' · Piola 16' 82' | Relatório | Titkos 8' · Sárosi 70' | Público: 45 000 Árbitro: FRA Georges Capdeville |

| Itália | Hungria |

|                |  |                  |  |
|                |  |                  |  |
| GK             |  | Aldo Olivieri    |  |
| RB             |  | Alfredo Foni     |  |
| LB             |  | Pietro Rava      |  |
| RH             |  | Pietro Serantoni |  |
| LH             |  | Ugo Locatelli    |  |
| CH             |  | Michele Andreolo |  |
| IR             |  | Giuseppe Meazza  |  |
| IL             |  | Giovanni Ferrari |  |
| OR             |  | Amedeo Biavati   |  |
| CF             |  | Silvio Piola     |  |
| OL             |  | Gino Colaussi    |  |
| Treinador:     |  |                  |  |
| Vittorio Pozzo |  |                  |  |

|                 |  |                  |  |
|                 |  |                  |  |
| GK              |  | Antal Szabó      |  |
| RB              |  | Sándor Bíró      |  |
| LB              |  | Gyula Polgár     |  |
| RH              |  | Gyula Lázár      |  |
| LH              |  | Antal Szalay     |  |
| CH              |  | György Szűcs     |  |
| IR              |  | Gyula Zsengellér |  |
| IL              |  | Jenő Vincze      |  |
| OR              |  | Pál Titkos       |  |
| CF              |  | György Sárosi    |  |
| OL              |  | Ferenc Sas       |  |
| Treinador:      |  |                  |  |
| Alfréd Schaffer |  |                  |  |

### Arbitragem
O árbitro principal foi o francês Georges Capdeville, o Assistente 1 foi o suíço Hans Wuethrich e o Assistente 2 foi o tcheco Gustav Krist.